# جيمس إتش فيتزر
جيمس إتش فيتزر (بالإنجليزية: James H. Fetzer)‏ هو منظر المؤامرة وصحفي أمريكي، ولد في 6 ديسمبر 1940 في باسادينا في الولايات المتحدة.

## وصلات خارجية
- الموقع الرسمي